# Phalops wittei
Phalops wittei là một loài bọ cánh cứng trong họ Bọ hung (Scarabaeidae).